# トレードセンター前駅
トレードセンター前駅（トレードセンターまええき）は、大阪府大阪市住之江区南港北一丁目にある大阪市高速電気軌道 (Osaka Metro) 南港ポートタウン線（ニュートラム）の駅。駅番号はP10。
また、中国語表記は意訳した「貿易中心前」である。
以前はOsaka Metroの駅の中で最も西に位置する駅であったが、2025年1月19日に夢洲駅が開業したことにより、当駅はその座を明け渡すこととなった。

## 歴史
- 1997年（平成9年）12月18日：大阪港トランスポートシステム (OTS) ニュートラムテクノポート線のコスモスクエア駅 - 中ふ頭駅間の開通と同時に開業。
- 2005年（平成17年）7月1日：OTSから鉄道事業（線路のみOTS管理）を譲渡を受けたことにより、大阪市交通局南港ポートタウン線の駅となる。
- 2018年（平成30年）4月1日：大阪市交通局の民営化により、大阪市高速電気軌道 (Osaka Metro) の駅となる。

## 駅構造
島式ホーム1面2線の高架駅で、ホームドアを設置している。改札・コンコースは3階、ホームが2階という構成で、高架駅でありながら橋上駅舎の構成となっている。改札口は1ヵ所のみ。トイレは改札内にある。
当駅は、南港運輸事務所に所属し、コスモスクエア駅の被管理駅である。

### のりば
| 番線 | 路線                                | 行先               |
| ---- | ----------------------------------- | ------------------ |
| 1    | 南港ポートタウン線 （ニュートラム） | 住之江公園方面     |
| 2    | 南港ポートタウン線 （ニュートラム） | コスモスクエア方面 |

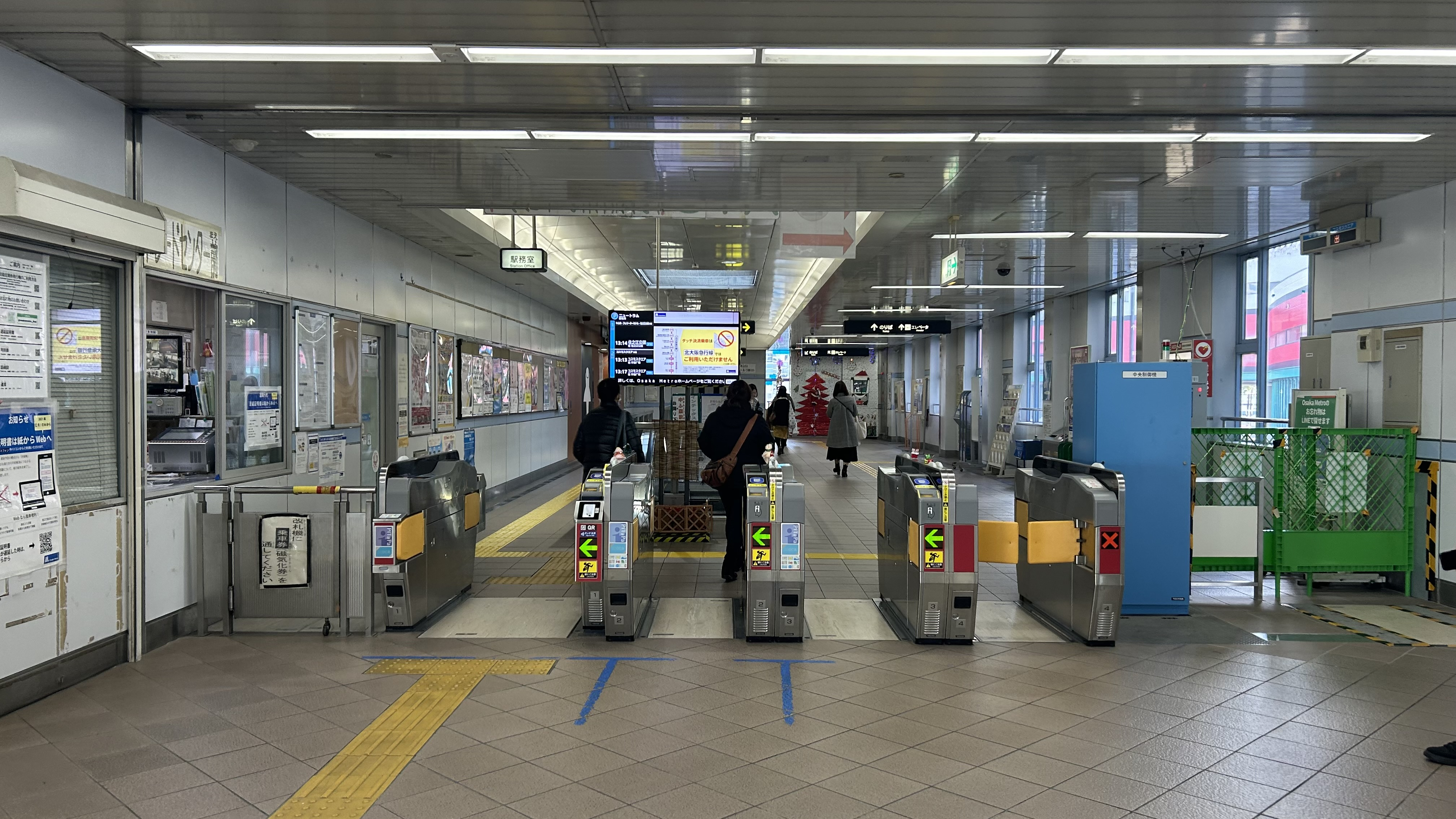
改札（2024年12月）
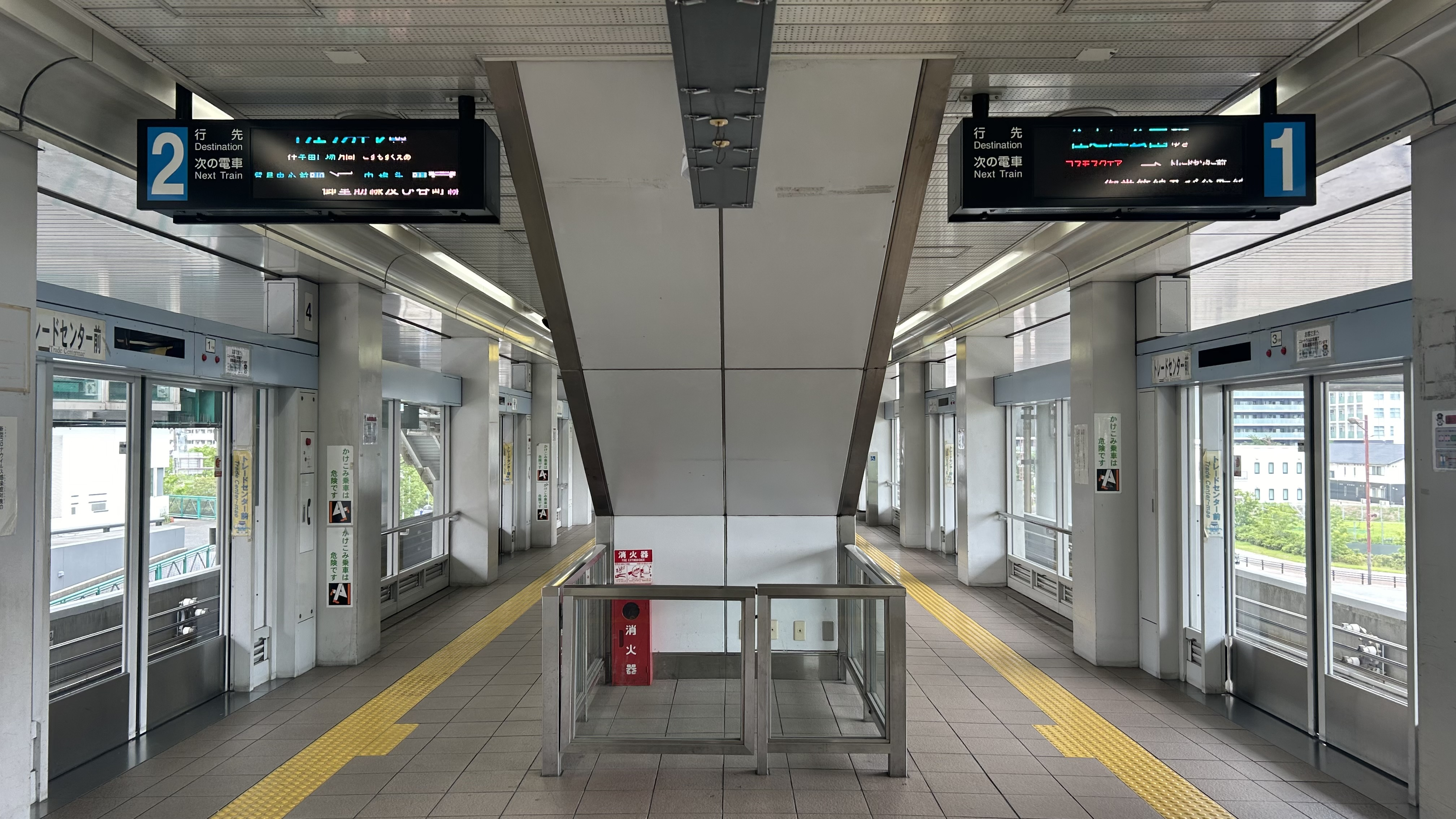
ホーム
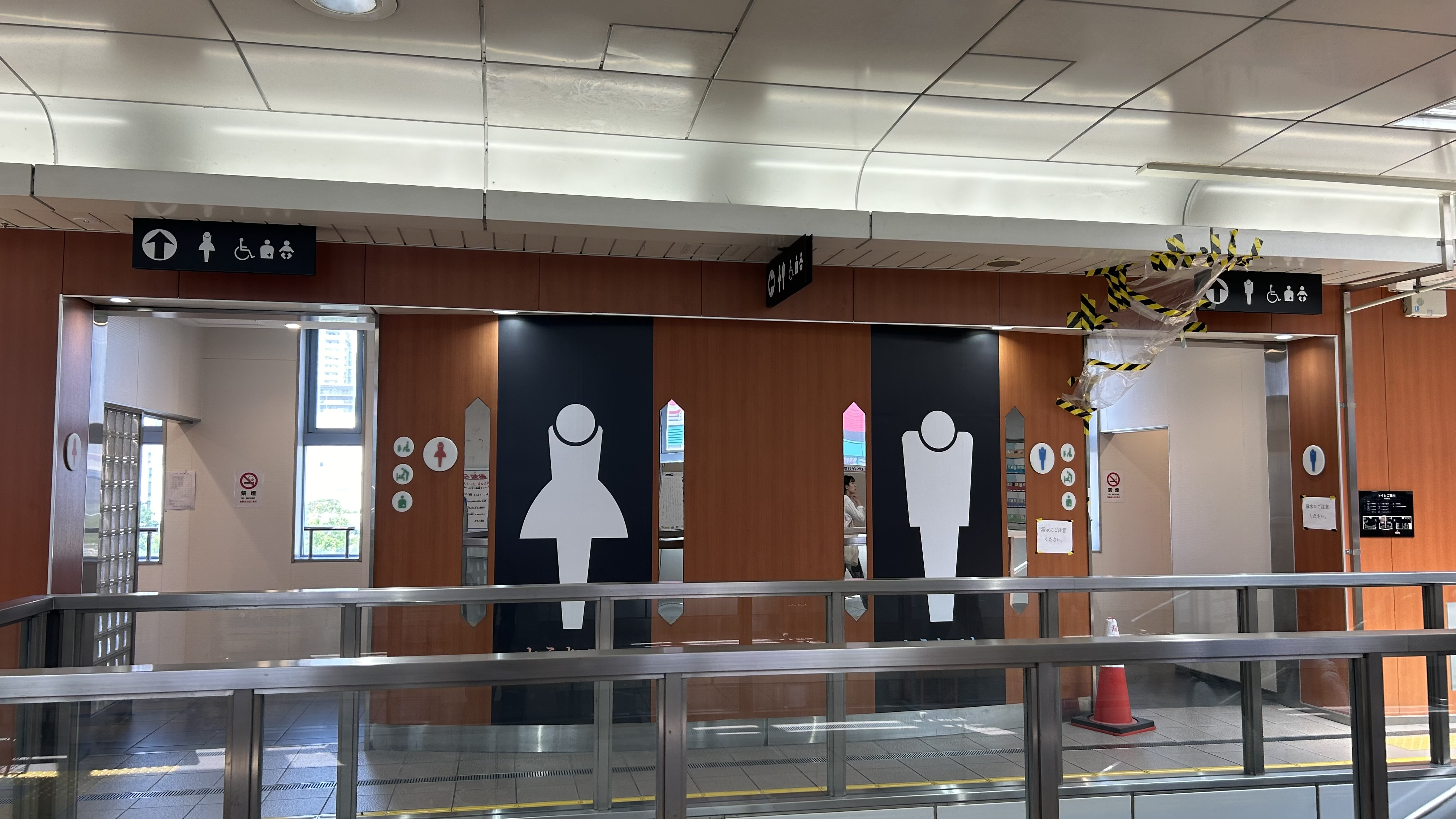
トイレ

### 出口
| 出口番号 | 出口周辺                                                                                                   | 備考             |
| -------- | --- | ---------------- |
| 1        | インテックス大阪・グランドプリンスホテル大阪ベイ・ミズノ 日本アイ ビー エム / コスモタワー(大阪府咲洲庁舎) | エレベーターあり |
| 2        | ATC(アジア太平洋トレードセンター)連絡通路 コスモタワー(大阪府咲洲庁舎)連絡通路                             |                  |
| 3        | 野鳥園・大阪テレポート シーサイド コスモ                                                                   | エレベーターあり |

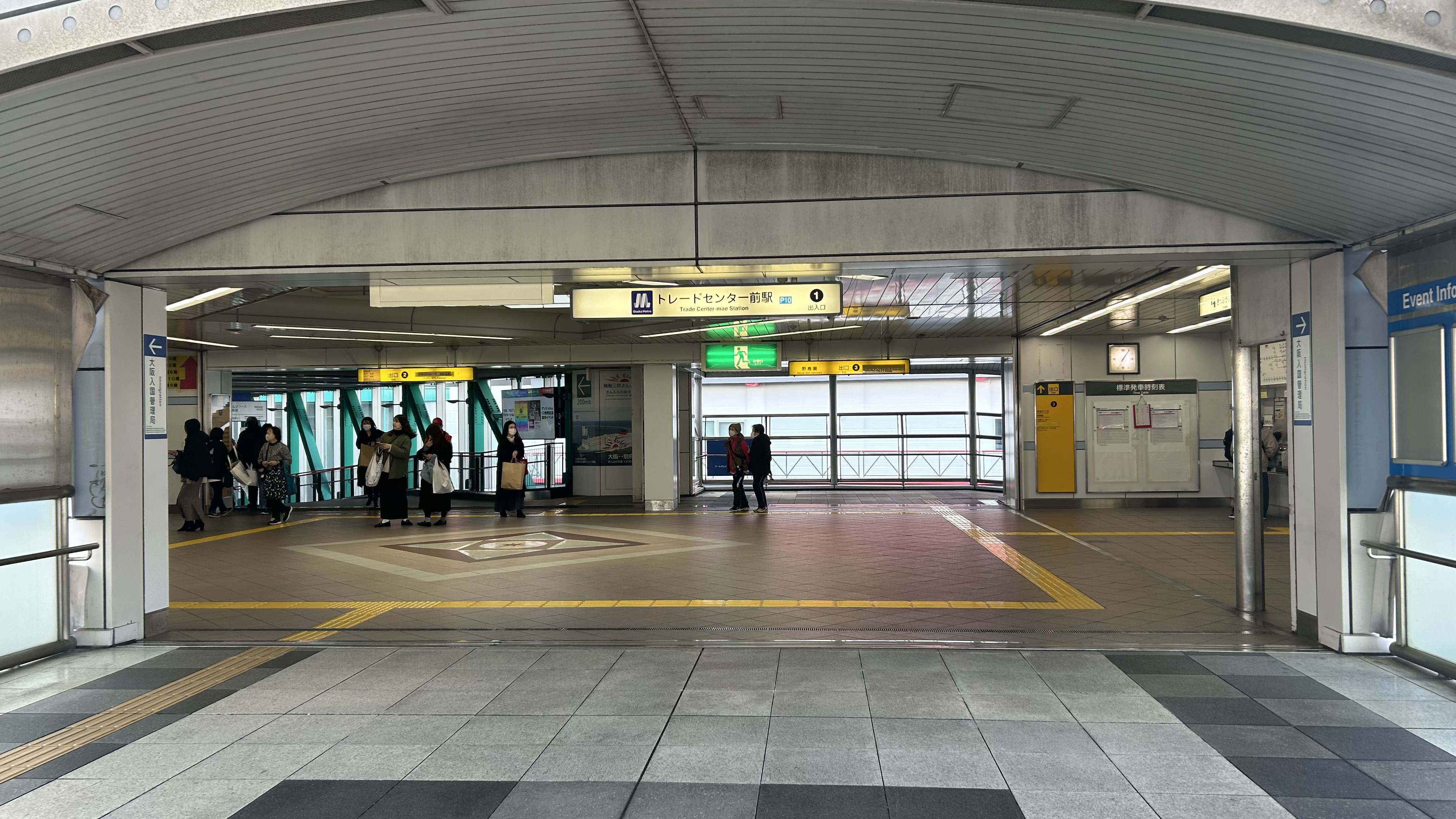
1号出口（2024年12月）
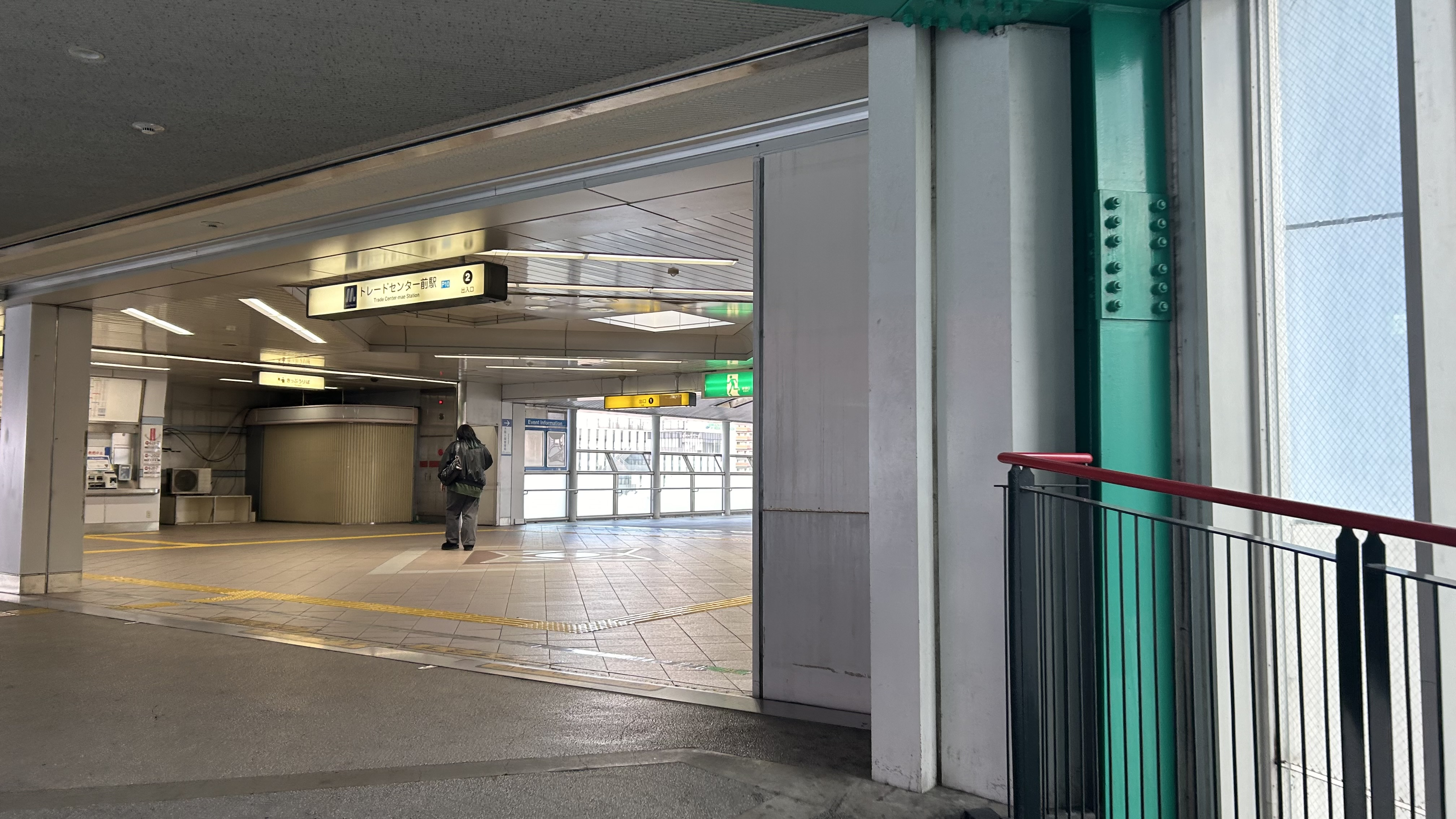
2号出口（2024年12月）
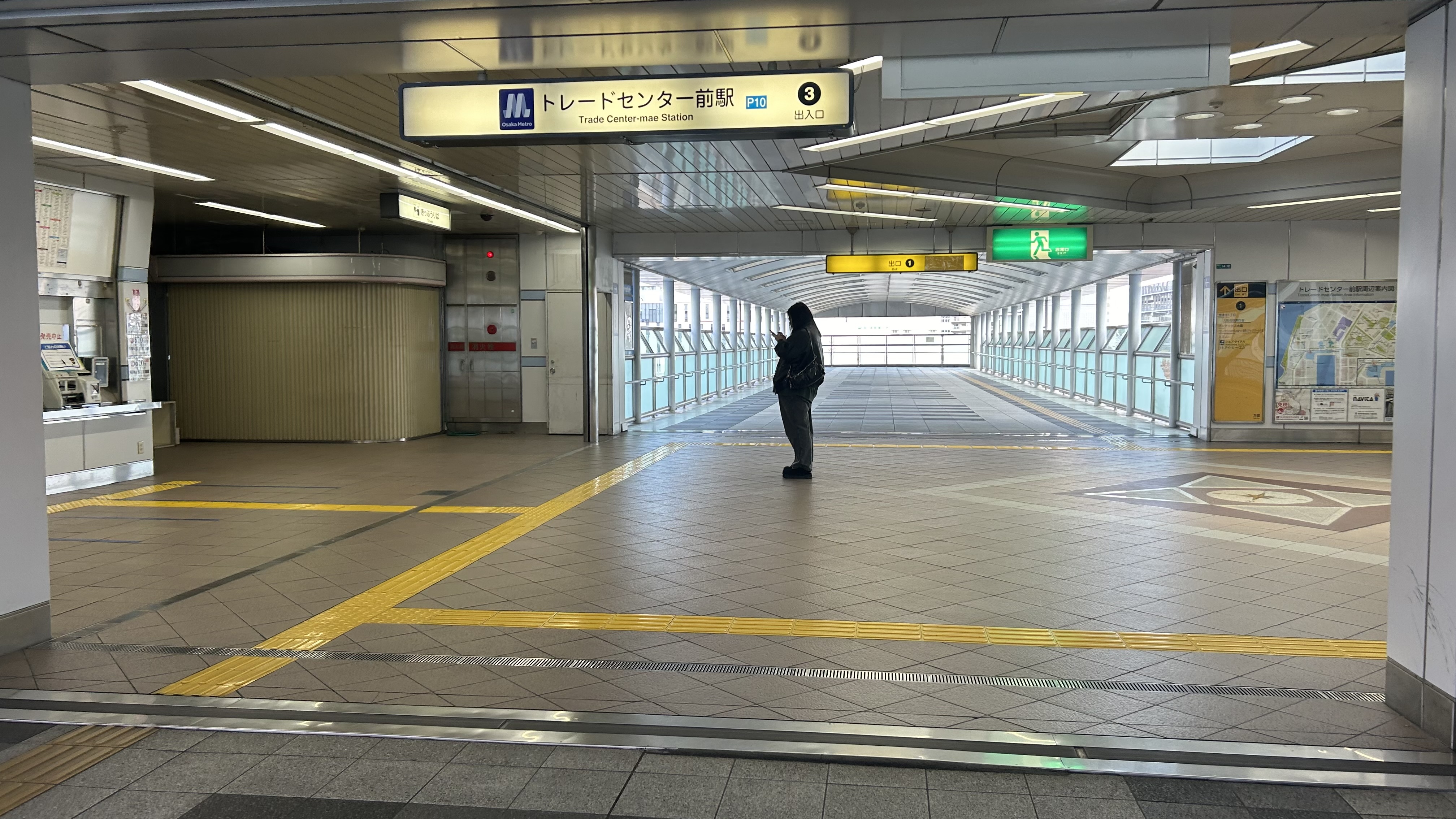
3号出口（2024年12月）

## 利用状況
2024年11月12日の1日乗降人員は13,206人（乗車人員：6,228人、降車人員：6,978人）で、ニュートラムの途中駅の中では最も多い。
各年度の特定日利用状況は下表の通り。
| 年度               | 調査日   | 乗車人員 | 降車人員 | 乗降人員 | 出典          | 出典          |
| 年度               | 調査日   | 乗車人員 | 降車人員 | 乗降人員 | メトロ        | 大阪府        |
| ------------------ | -------- | -------- | -------- | -------- | ------------- | ------------- |
| 2007年（平成19年） | 11月13日 | 3,601    | 4,989    | 8,590    |               | [ 大阪府 1 ]  |
| 2008年（平成20年） | 11月11日 | 3,697    | 5,035    | 8,732    |               | [ 大阪府 2 ]  |
| 2009年（平成21年） | 11月10日 | 4,963    | 4,845    | 9,808    |               | [ 大阪府 3 ]  |
| 2010年（平成22年） | 11月09日 | 4,208    | 5,312    | 9,520    |               | [ 大阪府 4 ]  |
| 2011年（平成23年） | 11月08日 | 5,347    | 6,087    | 11,434   |               | [ 大阪府 5 ]  |
| 2012年（平成24年） | 11月13日 | 6,565    | 6,631    | 13,196   |               | [ 大阪府 6 ]  |
| 2013年（平成25年） | 11月19日 | 5,691    | 6,100    | 11,791   | [ メトロ 1 ]  | [ 大阪府 7 ]  |
| 2014年（平成26年） | 11月11日 | 5,327    | 6,090    | 11,417   | [ メトロ 2 ]  | [ 大阪府 8 ]  |
| 2015年（平成27年） | 11月17日 | 6,779    | 6,059    | 12,838   | [ メトロ 3 ]  | [ 大阪府 9 ]  |
| 2016年（平成28年） | 11月08日 | 6,543    | 6,428    | 12,971   | [ メトロ 4 ]  | [ 大阪府 10 ] |
| 2017年（平成29年） | 11月14日 | 6,377    | 7,530    | 13,907   | [ メトロ 5 ]  | [ 大阪府 11 ] |
| 2018年（平成30年） | 11月13日 | 6,104    | 6,791    | 12,895   | [ メトロ 6 ]  | [ 大阪府 12 ] |
| 2019年（令和元年） | 11月12日 | 6,238    | 6,830    | 13,068   | [ メトロ 7 ]  | [ 大阪府 13 ] |
| 2020年（令和02年） | 11月10日 | 5,893    | 6,462    | 12,355   | [ メトロ 8 ]  | [ 大阪府 14 ] |
| 2021年（令和03年） | 11月16日 | 5,478    | 6,118    | 11,596   | [ メトロ 9 ]  | [ 大阪府 15 ] |
| 2022年（令和04年） | 11月15日 | 5,336    | 5,845    | 11,181   | [ メトロ 10 ] | [ 大阪府 16 ] |
| 2023年（令和05年） | 11月07日 | 5,501    | 6,330    | 11,831   | [ メトロ 11 ] | [ 大阪府 17 ] |
| 2024年（令和06年） | 11月12日 | 6,228    | 6,978    | 13,206   | [ メトロ 12 ] |               |

### OTS時代
OTSが管轄していた時期については、特定日の数値ではなく年度別の平均乗車人員が判明している（大阪市統計書より）。なお1997年度については開業日の1997年12月18日からの1日平均の乗車人員である。
| 年度               | 乗車人員 |
| ------------------ | -------- |
| 1997年（平成09年） | 2,767    |
| 1998年（平成10年） | 3,190    |
| 1999年（平成11年） | 4,425    |
| 2000年（平成12年） | 4,167    |
| 2001年（平成13年） | 4,628    |
| 2002年（平成14年） | 5,264    |
| 2003年（平成15年） | 3,850    |
| 2004年（平成16年） | 3,621    |

## 駅周辺

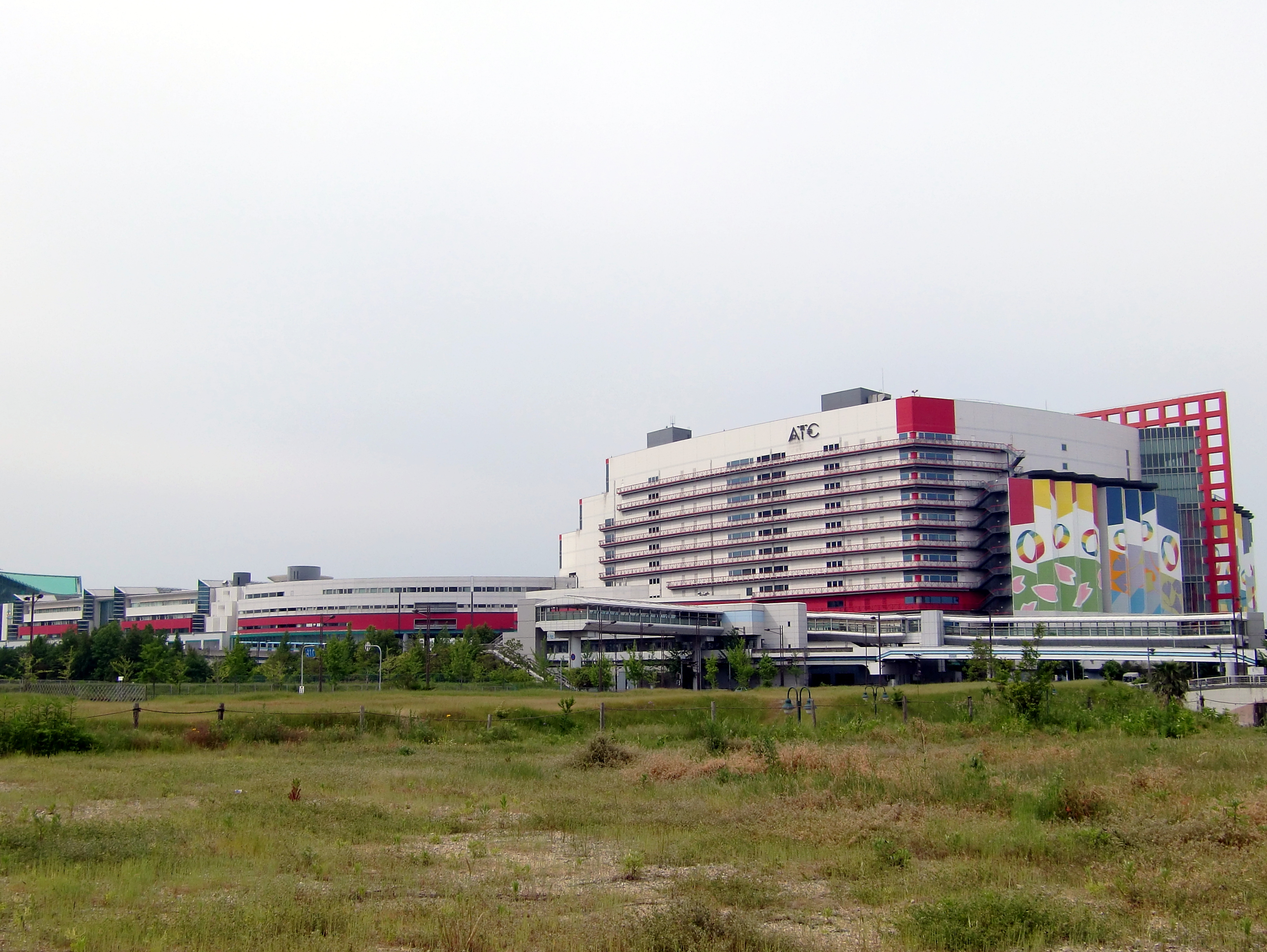
アジア太平洋トレーディングセンター（ATC）全景（2012年5月）

- アジア太平洋トレードセンター（ATC） - 駅から連絡通路で直結している。
  - ATCホール
- 大阪南港コスモフェリーターミナル（さんふらわあターミナル〈大阪〉）
- インテックス大阪
- グランドプリンスホテル大阪ベイ
- 大阪府咲洲庁舎（さきしまコスモタワー）
- 大阪金剛インターナショナル小学校・中学校・高等学校
- 大阪南港野鳥園
- コスモプラザビル
- ミズノ 大阪本社（ミズノクリスタビル）

## バス路線
ATCやコスモタワー、グランドプリンスホテル大阪ベイなどにバス停留所がある。なお、大阪シティバス（旧・大阪市営バス）の停留所に同名の「トレードセンター前」停留所が存在するが、大阪府咲洲庁舎を挟んで向かい側に停留所が立地しており離れている。また、南港ポートタウン線の隣の駅であるコスモスクエア駅前行のバスしか経由しない。
アジア・太平洋トレードセンター前（ATC前）停留所
- ユニバーサル・スタジオ・ジャパン (USJ) 行（大阪シティバス、予約制）
  - USJ発（地下鉄住之江公園行）は降車のみ扱い。

ATC停留所
- 神戸三宮バスターミナル行（神姫バス、神戸発はコスモタワーに停車）
- 堺駅前・堺東駅前行（南海バス）

コスモタワー停留所
- 堺駅前・堺東駅前行（南海バス）

グランドプリンスホテル大阪ベイ・星野リゾート リゾナーレ大阪停留所
- 関西国際空港行（関西空港交通・阪神バス・近鉄バス）

トレードセンター前停留所
- 17号系統：コスモスクエア駅前行（大阪シティバス、次のコスモスクエア駅前が終点）

## 備考
- 計画段階の当駅の仮称は「コスモスクエア駅」で、隣のコスモスクエア駅の仮称は「海浜緑地駅」であった。
- 2004年に駅番号を導入した際に、大阪市交通局の路線以外で駅番号を採用する場合、大阪市交通局側の末端駅を11番とし、そこから10, 09, と番号を減らす方式が採用された[注 1]。その後、OTS線の大阪市への路線譲渡が行われたことで大阪市交通局側の末端駅は移動したが、混乱を避けるため駅番号については変更されなかった。現在、当駅が大阪市交通局の駅でありながら11番未満である『P10』になっているのは、その歴史の名残である。

## 隣の駅
大阪市高速電気軌道 (Osaka Metro)
 南港ポートタウン線（ニュートラム）
コスモスクエア駅 (P09) - トレードセンター前駅 (P10) - 中ふ頭駅 (P11)
- ( ) 内は駅番号を示す。

### 記事本文